# Theretra rubicundus
Theretra rubicundus är en fjärilsart som beskrevs av Ludwig Wilhelm Schaufuss 1870. Theretra rubicundus ingår i släktet Theretra och familjen svärmare. Inga underarter finns listade i Catalogue of Life.